# Симон Робертсън
Симон Робъртсън (на английски: Simone Robertson) е австралийски актриса, най-известна с ролята си в телевизионния сериал „Съседи“ през 1991–1993 г.

## Биография
Симон Робъртсън е родена 28 май 1975 в Мелбърн, Австралия. Сестра ѝ е Ейми Робъртсън. Тя също е обучена джаз и кран танцьорка. Омъжена е за актьора Жан-Марк Ръс, който играе Борис в австралийската сапунена опера „Прекъсвачи“.

## Филмография
- „Баща“ 1990 г.
- „Кели“ 1991 г.
- „Петър Ънуин Джордж Уол“ 1991 г.
- „Съседи“ 1991 – 1993 г.
- „Прекъсвачи“ 1998 г.
- „Водни плъхове“ 2000 г.
- „Изгубеният свят“ 2001 г.
- „У дома и навън“ 2001 г.
- „Коридорите на властт“а 2001 г.
- „Преднина“ 2001 г.
- „Ол Сейнтс“ 2001 г.